# Spółgłoska zatrzymana
Spółgłoska zatrzymana, spółgłoska implozyjna (ang. unreleased stop, unreleased plosive) – typ spółgłosek zwartych, charakteryzujących się brakiem natychmiastowego rozwarcia po zwarciu organów mowy w miejscu artykulacji. Występują w wygłosie sylaby w niektórych językach Południowo-Wschodniej Azji, takich jak tajski, wietnamski, kantoński itp. Na przykład spółgłoskę /p/ w wietnamskim słowie lúp (lupa) wymawia się z całkowicie zamkniętymi ustami. Spółgłoski zatrzymane oznacza się symbolami IPA [p̚], [t̚], [k̚] itd.

## Przykłady

### Język angielski
W większości dialektów języka angielskiego, pierwsza spółgłoska zwarta w zbitkach spółgłoskowy jest zatrzymana, jak na przykład w wyrazie doctor [ˈdɒk̚tɹ̩].